# ウンベルト・ソト
ウンベルト・ソト（Humberto Soto、1980年5月11日 - ）は、メキシコの男性プロボクサー。シナロア州ロスモチス出身。
元WBC世界フェザー級暫定王者。元WBC世界スーパーフェザー級王者。元WBC世界ライト級王者。世界3階級制覇王者。

## 来歴
1997年9月26日、プロデビュー戦4回判定勝利で白星スタート。
1998年5月15日、プロキャリア6戦目にして自身初黒星。
1999年1月29日、メキシコパシフィックコーストフェザー級タイトルマッチ行い、10回判定勝利で自身初となるタイトルを獲得した。
1999年4月2日、ルイス・クラウディオ・フレイタス（ ブラジル）と対戦し、0-3の判定負け。その後2試合連続でパシフィックコースト王座を防衛した。
1999年9月10日、エミナグディオ・ガステルン（ メキシコ）が持つ、NABA北米フェザー級王座に挑戦するが2回負傷引き分けとなった。
1999年12月10日、エミナグディオ・ガステルンと再戦、判定で破り、FECARBOXフェザー級王座を獲得した。
2000年3月10日、カルロス・マイレナ（ ニカラグア）を破り、WBC世界フェザー級ユース王座を獲得した。
2000年5月27日、ヘクター・ハビエル・マルケスが持つメキシコフェザー級王座に挑戦するが、11回にソト陣営が試合を放棄したため同国人対決はマルケスに軍配が上がった。
2000年9月1日、イバン・バレ（ メキシコ）を初回で倒し、WBC世界フェザー級ムンドヒスパノ王座を獲得した。
2000年11月1日、デビッド・ムリーリョ（ メキシコ）を相手にユース王座の初防衛戦を行ったが、0-3の判定負けを喫しフェザー級ユース王座から陥落した。
2001年3月31日、エンリケ・コリン（ メキシコ）の持つWBC世界スーパーフェザー級ユース王座に挑み、2回KO勝ちでタイトル獲得に成功した。
2001年8月17日、ヘスス・エスカランテ（ メキシコ）を5回TKOで下し、WBAフェデセントロスーパーバンタム級王座を獲得した。
2002年7月13日、元世界チャンピオンのケビン・ケリー（ アメリカ合衆国）とNABA北米ライト級王座を掛け対戦するも僅差の判定で敗れた。
2002年11月22日、エミグディオ・ガステラム（ メキシコ）を12回TKOで下し、FECARBOXライト級王座を獲得した。その後も数々の試合をこなしていき44戦目で世界初挑戦となった。
2005年8月20日、WBC世界フェザー級暫定王座決定戦でロッキー・ファレス（ アメリカ合衆国）と対戦し、3-0（114-112、114-113、114-113）の僅差判定勝ちで暫定王座を獲得した。ファレスは初黒星となった。
2006年2月17日、オスカー・レオン（ コロンビア）と対戦し、9回TKO勝ちで初防衛に成功した。
2006年6月、スーパーフェザー級に転向するためフェザー級暫定王座を返上し、スーパーフェザー級2位にランクされた。
2006年8月12日、WBC世界スーパーフェザー級王座挑戦者決定戦でイバン・バーレ（ メキシコ）と対戦し、4回TKO勝ちで挑戦権を獲得した。 
2007年6月9日、マニー・パッキャオの弟のボビー・パッキャオ（ フィリピン）とノンタイトル10回戦を行い、7回KO勝ちを収めた。
2007年11月17日、WBO世界スーパーフェザー級王者ホアン・グズマン（ ドミニカ共和国）に挑戦し、0-3（111-117、111-117、110-118）の判定負けで王座獲得ならず。
2008年6月28日、WBC世界スーパーフェザー級暫定王座決定戦で同級2位フランシスコ・ロレンゾ（ ドミニカ共和国）と対戦。4回、ダウン後にパンチしたと裁定され、失格負けとなった。ソトの失格によりロレンゾは暫定王座を獲得したが、後日WBCはこの暫定王座を無効とした。
2008年10月11日、WBC世界スーパーフェザー級暫定王座決定戦でガマリエル・ディアス（ メキシコ）と対戦し、10回終了時にディアスが棄権し、暫定王座を獲得した。
2008年12月20日、WBC世界スーパーフェザー級王座決定戦でフランシスコ・ロレンゾと再戦し、3-0（118-108、117-109、117-109）の大差判定勝ちで正規王座を獲得した。
2009年3月28日、メキシコ・バハ・カリフォルニア州ティフアナのプラザ・デ・トロスにてアントニオ・デービス（ アメリカ合衆国）と対戦し、4回TKO勝ちで初防衛に成功した。
2009年5月2日、マニー・パッキャオVSリッキー・ハットンの前座で登場。ランキング9位のベノイト・ガウデ（ カナダ）と戦い、9回TKO勝利で2度目の防衛に成功した。
2009年9月15日、メキシコ・キンタナ・ロー州カンクンでアリスティデス・ペレス（ コロンビア）と対戦し、2回TKO勝ちを収めた。
2009年12月19日、ヘスス・チャベス（ メキシコ）とノンタイトルマッチで対戦し、10回判定勝ちを収めた。
2010年3月13日、テキサス州のカウボーイズ・スタジアムで行われたWBC世界ライト級王座決定戦でデビッド・ディアス（ アメリカ合衆国）と対戦し、12回3-0（117-109、117-109、115-111）の判定勝ちで新王者となった。この試合はマニー・パッキャオ vs. ジョシュア・クロッティの前座として行われた。王座獲得に伴い、WBC世界スーパーフェザー級王座は返上した。
2010年5月15日、リカルド・ドミンゲス（ メキシコ）と対戦し、12回判定勝ちで初防衛に成功した。
2010年5月15日、メキシコ・シナロア州クリアカンでフィデル・モンテロッサ（ コロンビア）と対戦し、3-0（118-110、115-112が2者）の判定で2度目の防衛に成功した。
2010年12月4日、ホンダ・センターにてウルバノ・アンティロン（ メキシコ）と3度目の防衛戦を行い、挑戦者のプレッシャーに押され気味の場面もあったものの、アッパーを軸としたボクシングで活路を見出し、アンティロンがローブローで減点された事もあって、12回判定勝ちで3度目の防衛に成功した。
2011年3月5日、2度目の防衛戦で対戦したフィデル・モンテロッサと再戦をスーパーライト級の無冠戦で行い、判定勝ちを収めた。
2011年6月25日、地元メキシコにおいてOPBF東洋太平洋スーパーライト級王者佐々木基樹（ 日本／帝拳）に11R負傷判定勝ちで4度目の防衛に成功し、7月1日付けでWBC世界ライト級王座を返上した。
スーパーライト級のテスト戦を同年9月13日にソトの故郷で行い、元WBA世界ライト級王者ホセ・アルファロ（ ニカラグア）と対戦し、2回アルファロの傷が悪化しドクターストップ。TKO勝ちでテスト戦をクリアし、ランキングをWBA・WBC共に1位にランクインした。
その後順調に勝ち進んでいくも、2012年6月23日、ステイプルズ・センターにて、ビクター・オルティスの前座で登場。ルーカス・マティセー（ アルゼンチン）とWBC米大陸スーパーライト級王座決定戦で対戦。KO率85%の強打者マティセーの強打を空転させ、判定では2-0(48-46、49-45、47-47)とリードを広げていた。しかし5回、一瞬の隙を突かれダウンを奪われる。さらにマティセーの強打につかまり、あわやレフェリーストップ寸前までに追い詰められ、5回終了後にソトが棄権。TKO負けを喫し、トップ戦線から脱落した。ちなみにソトのKO負けは12年振り。
減量苦を理由にウェルター級に転向。
2012年11月10日、WBF世界ウェルター級王者ホセ・ロペス（ メキシコ）と対戦し、3-0の判定勝ち。再起に成功した。
2013年2月9日、シルベリオ・オルティス（ メキシコ）と対戦し、12回判定勝ちでWBF王座の初防衛に成功、同時にWBCインターナショナルスーパーライト級シルバー王座を獲得した。 
2013年6月8日、日本ライト級11位の中森宏（ 日本／平中BS）と対戦し、9回TKO勝ちでシルバー王座の初防衛に成功した。
2014年9月13日、MGMグランドでフロイド・メイウェザー・ジュニアVSマルコス・マイダナ第2戦の前座でジョン・モリーナ・ジュニアと対戦。試合は、ラウンド終了のゴング後にパンチを出し合う場面が何度もあり、加えてローブローが両者に多発、ローブローの減点が両者合わせて4度となる非常に荒れたものとなった。
4回モリナのローブローでソトが悶絶してダウンし減点はなかったがソトに休憩が与えられる。6回ローブローでモリナに減点1。7回再びローブローでモリナに減点1。8回今度はソトのローブローでモリナがダウンしてモリナに休憩が与えられる。9回ソトのローブローがありモリナは体を屈折させ苦悶の表情でアピールをするがレフェリーはローブローとは認めずそのまま試合を続行させる。10回に再びローブローでソトに減点1。試合結果は10回3-0の判定でソトが勝利した。
2015年5月9日、アメリカ・ヒューストンのミニッツメイド・パークにてサウル・アルバレス対ジェームス・カークランドの前座でフランキー・ゴメスと141ポンドのキャッチウェイトで対戦予定だった。しかしゴメスが減量に失敗し体重を落とせなかったことで、試合前日の計量開始直前に145ポンドのキャッチウェイトに変更されるが、それでもゴメスが147.5ポンドを計測し体重超過だったため、試合が中止となった。
2015年6月27日、アメリカ・カリフォルニア州カーソンのスタブハブ・センター・テニスコートのティモシー・ブラッドリー対ジェシー・バルガスの前座で、ジェシー・バルガスが返上するWBA世界スーパーライト級王座決定戦でレイムンド・ベルトランと対戦予定だったが、同年5月1日にベルトランから禁止薬物のスタノゾロールの陽性反応が出た為、ベルトランとの対戦が中止となり。ベルトランの代役としてホセ・フェリックス・ジュニアとの対戦が決まるが、今度はソト自身がトレーニング中に左膝の靭帯を負傷した為、試合を欠場することとなった。
2015年10月3日、カーソンのスタブハブ・センター・テニスコートでアントニオ・オロズコと対戦し10回判定負けを喫した。
2019年2月23日、ティフアナのオーディトリオ・ミューニシパルでブランドン・リオスとノンタイトル12回戦で対戦し、判定勝ちを収めた。

## 獲得タイトル
- メキシコパシフィックコーストフェザー級王座
- FECARBOXフェザー級王座
- WBC世界フェザー級ユース王座
- WBC世界フェザー級ムンドヒスパノ王座
- WBC世界スーパーフェザー級ユース王座
- WBAフェデセントロスーパーバンタム級王座
- FECARBOXライト級王座
- WBC世界フェザー級暫定王座（防衛1=返上）
- WBC世界スーパーフェザー級暫定王座（防衛0=正規王座に認定）
- WBC世界スーパーフェザー級王座（防衛3=返上）
- WBC世界ライト級王座（防衛4=返上）
- WBF世界ウェルター級王座
- WBCインターナショナルスーパーライト級シルバー王座